# Sebastian Ohlsson
Về cầu thủ khúc côn cầu trên băng người Thụy Điển, xem Sebastian Ohlsson (khúc côn cầu trên băng)
Sebastian Ohlsson (sinh ngày 31 tháng 12 năm 1992), thỉnh thoảng phát âm Sebastian Olsson, là một cầu thủ bóng đá người Thụy Điển thi đấu cho Trelleborgs FF ở vị trí tiền vệ phòng ngự.